# Anagonia major
Anagonia major är en tvåvingeart som först beskrevs av Malloch 1930.  Anagonia major ingår i släktet Anagonia och familjen parasitflugor. Inga underarter finns listade i Catalogue of Life.